# 情報科教育学
情報科教育学（じょうほうか きょういくがく）とは、教科としての「情報」をどのように運営するかを考究する分野のことである。

## 概要
情報科教育学は、情報教育論や教育情報学と異なり、あくまで教科として、一体的な「情報」の教育が行われることを前提として存在している分野である。
情報科教育学は、高等学校教員の免許状の「情報」や「情報実習」に対応している分野である。そのため、後期中等教育において「情報」または「情報実習」を担任する職員の養成に関しても、研究がなされる。
教科「情報」には、「普通教育に関する各教科」としての「情報」と、「専門教育に関する各教科」としての「情報」があり、教員の免許状においては、双方とも担任できることとされている。そのため、後期中等教育を行うすべての学校で行われる「普通教育」の視点に留まらず、専門分野の基礎として行われる後期中等教育における「専門教育」をどのように運営していくのかどうかという視点も、教科「情報」を担任する職員には、求められる。情報科教育学においては、免許状制度に対応して「普通教育」に係わる研究と「専門教育」に係わる研究の双方が扱われている。
また、情報科教育学においては、教科「情報」を担任する者が校内LANの設置・保守・管理などにもあたることも多いため、校内LANに関しても扱っている。

## 情報科教育学が盛んに扱われている学会等
- 社団法人情報処理学会 (IPSJ) - フロンティア領域 (FR) - コンピュータと教育研究会 (CE)
研究会誌に対しては、現場の教諭や実習助手等からの投稿も多い。
- 日本情報科教育学会が2007年12月23日に発足。

## 参考資料
- 文部科学省 編、『高等学校学習指導要領』、独立行政法人国立印刷局、2007年5月 発行、ISBN 978-4-17-153522-6
- 文部科学省 著作権所有、『高等学校学習指導要領解説 情報編』（平成17年5月 一部補訂）、開隆堂出版株式会社 発行、2005年5月31日 発行、ISBN 978-4-304-04075-7